# Jakobstads Centralplan
El Jakobstads Centralplan (en fines Pietarsaaren keskuskenttä) es un estadio multiusos ubicado en la ciudad de Pietarsaari, Finlandia, utilizado especialmente para el fútbol y atletismo, tiene una capacidad para 5000 espectadores y sirve como sede para el club de la ciudad el Jaro Pietarsaari, que juega en la primera liga de fútbol de Finlandia, la Veikkausliiga.